# Aushi
L'Aushi és una llengua bantu de la sub-família de les llengües bemba que es parla a Zàmbia i a la República Democràtica del Congo. És una llengua d'estructura SVO. El seu codi ISO 639-3 és auh.
A Zàmbia hi ha 95.200 aushi-parlants. Sobretot a la província Luapula, al nord de l'estat. És una llengua que a Zàmbia la utilitza més gent que els que la tenen com a llengua materna. A la República Democràtica del Congo, es parla a l'est de Lubumbashi, a la província de l'Alt Katanga.